# Сола, Аарон Давид Мелдола де
Ааро́н Дави́д Ме́лдола де Со́ла (англ. Aaron David Meldola de Sola; 22 ноября 1853, Монреаль, Канада — 29 апреля 1918, Нью-Йорк, США) — выходец из еврейского рода Де Сола, преподаватель Монреальского университета, активист еврейских организаций Канады и США. 

## Биография
Сын Авраама де Сола. Поборник ортодоксального течения, он был назначен в 1898 году первым вице-председателем ортодоксального конвента в Нью-Йорке. Был одним из трёх членов комитета, издавшего известное «Declaration of Principles». Ha следующих конвентах Сола опять избирался в вице-председатели, занимая в то же время такой же пост в союзе ортодоксальных еврейских общин Соединённых Штатов и Канады. Сола был главою «Комитета представительства иудаизма» и в качестве такового выпустил в 1902 году протест против конференции американских раввинов ο перенесении субботнего отдыха на воскресенье. Перу Солы принадлежит значительное количество статей в еврейской прессе по вопросу об отношении ортодоксии к реформизму и в защиту ортодоксии.